# Nia Sanchez
Nia Temple Sanchez (Sacramento, California, 15 de febrero de 1990) es una modelo y reina de belleza estadounidense, ganadora del título de Miss USA 2014 y representante de dicho país en Miss Universo 2014 que se llevó a cabo en Doral, Florida, Estados Unidos. Nia es la primera mujer en el estado de Nevada en ser coronada Miss USA.

## Miss USA 2014
Nia participó en el Miss USA 2014, que se llevó a cabo el 8 de junio del mismo año en Baton Rouge (Luisiana), compitiendo con otras candidatas de diversos estados. Al final del concurso fue coronada como Miss USA y por ende obtuvo el derecho de representar su país en el Miss Universo 2014.

## Miss Universo 2014
Sánchez representó su país en Miss Universo 2014 el cual se celebró el 25 de enero de 2015 en el "Century Bank Arena" de la Universidad Internacional de Florida en Doral, Miami, Florida, donde compitió con otras 87 candidatas de diferentes naciones y territorios autónomos por el título ostentaba la venezolana Gabriela Isler; al final de le velada quedó posicionada como primera finalista, solo superada por la colombiana Paulina Vega quien fue coronada como Miss Universo 2014.

## Vida personal
Nia Sánchez nació en Sacramento, California en 1990, hija de David Sanchez y Nicole Sanford, siendo de ascendencia mexicana. Cuando tenía siete años, ella y su familia se mudó a Las Vegas, Nevada. Sus padres se divorciaron cuando ella tenía seis años y durante la transición, vivió brevemente en un refugio para mujeres de Las Vegas junto a su madre. Cuando tenía ocho años, ella y su hermano se trasladaron de nuevo a Menifee (California) con su padre, y ella se graduó de la Escuela Preparatoria "Paloma Valley" en 2008. Sánchez había competido y ganado en "Miss Citrus Valley", "Miss Hollywood USA", y fue segunda finalista en el "Miss California USA 2010".  Después de la secundaria, se trasladó a Europa para convertirse en una niñera, también viajó  a Medio Oriente, Austria y Suiza; y otros lugares como Hong Kong, Tailandia, China y México.
La joven estadounidesne, es cinturón negro de Taekwondo con siete años de experiencia en pasarelas de todo el mundo. Desde muy pequeña, Nia, aprendió taekwondo para poder defenderse por sí misma y en la actualidad colabora como voluntaria enseñando a los niños como defenderse e identificar a las personas extrañas.